# 슈퍼 마리오군
슈퍼 마리오군(スーパーマリオくん)은 사와다 유키오(沢田ユキオ)에 의한 슈퍼 마리오 게임 시리즈에 취재한 일본의 개그 만화이다. 쇼가쿠칸이 발행하는 아동 지향 만화잡지 월간 코로코로코믹(月刊コロコロコミック)에 1990년부터 연재중이며 본 잡지에 있어서 현재 최장의 연재 기간의 역사를 가지고 있는 만화 작품이다. 과거에는 역시 소학관이 발행하는 별책 코로코로코믹(別冊コロコロコミック) 및 기타 초등학생 지향 잡지의 지면도 같이 쓰이면서 연재가 진행되어 왔다. 단행본은 2020년 7월 현재 55권까지 발행되어 있다. 최초의 비 일본어 번역판으로서 2014년부터 "Super Mario: Manga Adventures" 의 제목으로 프랑스어 번역판의 발행이 프랑스 Soleil Productions사에 의해 시동되었다.